# Fatima (miasto)
Fatima (port. Fátima) – miasto w Portugalii, leżące w centrum kraju. Sanktuarium fatimskie jest celem wielu pielgrzymek katolickich i ośrodkiem kultu maryjnego.
Fatima leży w środkowej Portugalii, w dystrykcie Santarém, na południowy wschód od miasta Leiria. Do 30 czerwca 2003 Fatima wchodziła w skład gminy Ourém, Zgromadzenie Narodowe Portugalii zadecydowało o utworzeniu samodzielnej gminy Fatimy od 1 lipca 2003 roku.
Struktura miejscowości jest typowo wiejska. Przeważa działalność usługowa, ze względu na pielgrzymów dobrze rozwija się handel i hotelarstwo. W przemyśle duże znaczenie ma budownictwo. W rolnictwie przeważają gospodarstwa rodzinne.

## Nazwa miasta
Nazwa miasta i parafii jest wersją arabskiego imienia Fátima (فاطمة Fāṭimah). Imię to nosiła m.in. Fatimah bint Muhammad, córka proroka islamu Mahometa.
Geneza tej nazwy sięga czasów rekonkwisty, krwawej wojny między muzułmanami a chrześcijanami toczonej z przerwami od VIII do XV wieku. Imię Fatima nosiła mauretańska księżniczka wzięta do niewoli przez portugalskiego rycerza, Gonçalo Hermiguesa, w czasie jednej z potyczek. Hermigues zabrał ją do małej wioski na wzgórzach Serra de Aire, w niedawno utworzonym Królestwie Portugalii. Według legendy, Fatima zakochała się w swoim porywaczu i postanowiła nawrócić się na chrześcijaństwo, aby wyjść za niego za mąż. Została ochrzczona i otrzymała chrześcijańskie imię Oureana. Po jej śmierci Gonçalo nadał wiosce jej muzułmańskie imię.

## Objawienia fatimskie
Fatima współcześnie znana jest z objawień maryjnych.
Pierwsze z nich, mniej znane miało miejsce w 1758 roku, kiedy to Matka Boża ukazała się niemej pasterce i przywróciła jej głos. Ojciec dziewczynki w podzięce za cud miał wybudować we wsi kaplicę. Niedługo potem w miejscu, gdzie doszło do wyjątkowego spotkania, znaleziono w pokrzywach figurę Matki Bożej. Właśnie stąd pochodzi nazwa, która dała nazwę sanktuarium: Ortiga (pokrzywa). Rola kaplicy zwiększyła się po 1801 r., kiedy to papież Pius VII ustanowił święto Matki Bożej Pokrzyw, przypadające na pierwszą niedzielę lipca.
W 1917 troje pasterzy z Fatimy – Franciszek i Hiacynta Marto oraz Łucja dos Santos – ogłosiło, że objawiła im się Matka Boża i przekazała trzy tajemnice fatimskie. Kościół katolicki uznał te objawienia za niebędące w sprzeczności z doktryną w 1930.

## Miasta partnerskie
- Altötting, Niemcy
- Częstochowa, Polska
- Einsiedeln, Szwajcaria
- Loreto, Włochy
- Lourdes, Francja
- Mariazell, Austria